# FOCWA
FOCWA (Federatie van Ondernemers in de Carrosserie- en Wagenbouw en Aanverwante bedrijven) was een Nederlandse vereniging die in 1936 werd opgericht als brancheorganisatie voor schadeherstelbedrijven. FOCWA behartigde de belangen van circa 1.800 leden en adviseerde deze ondernemers bij sociale, juridische, economische en technische vraagstukken. FOCWA ondersteunde de leden op het gebied van techniek en innovatie, scholing en opleiding, kwaliteits-, milieu- en arbozorg, individuele bedrijfsadvisering en -begeleiding, communicatie en public relations. 
De organisatie had algemene leverings- en betalingsvoorwaarden opgesteld voor de aangesloten bedrijven. Ook had de organisatie een kwaliteitskeurmerk voor autoschadeherstel ingevoerd, de FOCWA Standaard. Deze is per 1 oktober 2018 vervangen door de Branchenormering Schadeherstel, die de brancheverenigingen FOCWA en BOVAG samen hebben opgesteld. De organisatie bracht een tijdschrift uit met als titel "Carrosserie", waarvan de laatste uitgave in november 2016 verscheen.
Fusie
Op 1 april 2023 is FOCWA gefuseerd met BOVAG. De fusie komt voort uit de vraag van leden om de krachten te bundelen in de belangenbehartiging en richting politiek en opdrachtgevers zo veel mogelijk met één stem te spreken. Door de fusie houdt FOCWA op te bestaan. 

## Historie
De organisatie is in 1936 opgericht als "Federatie van Ondernemers in de Carrosserie- en Wagenbouw en Aanverwante bedrijven". De toenmalige voorzitter stelde dat er een centrum voor de carrosseriebranche moest worden opgericht met mogelijkheden voor scholing van medewerkers en ondernemers; de ministeries werd daartoe om hulp gevraagd. Als een van de oorzaken van de slapte in de branche noemde hij het toenemen van beunhazerij. Daarnaast was ook het natuurlijk verloop van arbeidsplaatsen die moesten worden ingevuld bij de FOCWA-bedrijven. Het schade-aanbod was gedurende twee jaar met 10 à 15 procent teruggelopen, wat mede werd veroorzaakt doordat garagebedrijven zelf tot schadeherstel overgingen. De vereniging zou het publiek houvast bieden, door aan haar leden hoge eisen te stellen. Later is de tegenwoordige FOCWA ontstaan uit een losse federatie van vier organisaties en de Nederlandse bond van Carrosserie- en Wagenmakers-patroons.
Vanaf 1 januari 2016 stelt FOCWA duidelijkere eisen aan het lidmaatschap. Er wordt een gedifferentieerde aanpak doorgevoerd waarbij onderscheid wordt gemaakt in twee verschillende clusters: cosmetisch herstel en complex herstel.

## Organisatiestructuur
FOCWA was voorheen een koepelorganisatie, die sinds 2010 bestond uit drie zelfstandige verenigingen: Vereniging FOCWA Schadeherstel, Vereniging FOCWA Specialisten en Vereniging CarrosserieNL.
In 2016 ging Vereniging CarrosserieNL samen met de RAI Vereniging, afdeling Speciale Voertuigen, verder als RAI CarrosserieNL.
In augustus 2018 zijn de overgebleven verenigingen gefuseerd tot één FOCWA, mede op verzoek van de leden. Zo wilde FOCWA de kwaliteit van de dienstverlening verder uitbouwen. Na de fusie zijn de volgende secties als zelfstandige vakgroepen in het bestuur vertegenwoordigd:
- Individueel opererende schadeherstelbedrijven
- Ketenbedrijven in schadeherstel
- Caravan- en camperservicebedrijven,
- Autoruitherstelbedrijven
- Specialismen

De belangen van andere vakgroepen worden in het bestuur behartigd door het bestuurslid met wie zij de meeste verwantschap hebben. 

## Kwaliteitsborging
De ‘FOCWA Standaard’ was een nieuwe kwaliteitsnorm die voor alle FOCWA Schadeherstelleden vanaf 1 mei 2017 verplicht werd gesteld. De in de ‘FOCWA Standaard’ opgenomen kwaliteitseisen waren gekoppeld aan de schadeherstel activiteiten die door een FOCWA Schadeherstel lid werden uitgevoerd. De desbetreffende schadeherstel activiteiten waren onderverdeeld in twee categorieën: Cosmetisch Schadeherstel en Complex Schadeherstel. Afhankelijk van de categorie dienen alle leden van FOCWA aan de kwaliteitseisen te voldoen. Een onafhankelijke instantie controleerde de leden op criteria als opleiding, uitrusting en apparatuur, bedrijfsvoering en maatschappelijk verantwoord ondernemen. Afhankelijk van de bevindingen kreeg de ondernemer al dan niet het certificaat FOCWA Standaard toegekend.
Vanaf 1 oktober 2018 werken brancheverenigingen FOCWA en BOVAG met hetzelfde kwaliteitskeurmerk voor schadeherstellers. De Branchenormering Schadeherstel vervangt daarmee de FOCWA Standaard en BOVAG Erkend Schadeherstel. De brancheverenigingen hebben de normering invulling gegeven in samenwerking met een College van Deskundigen, waarin marktpartijen en opdrachtgevers deelnamen. Schadeherstellers moeten zich onder de nieuwe norm iedere twee jaar laten certificeren door de aangewezen onafhankelijke instellingen. Om de kwaliteitsnorm in stand te houden hebben FOCWA en BOVAG de Stichting Branchenormering Schadeherstel opgericht. 
In deze stichting hebben FOCWA en BOVAG ook een gezamenlijke branchenorm voor ruitschadeherstelbedrijven ondergebracht. Deze norm trad op 1 juni 2019 in werking en is per 1 juni 2020 verplicht voor alle bedrijven die lid zijn van een van beide organisaties. Het keurmerk kwam wederom in samenwerking met het College van Deskundigen tot stand en moet de kwaliteit van ruitschadeherstel borgen.
In mei 2019 kondigde FOCWA aan dat het tevens een label voor merkspecifiek schadeherstel gaat ontwikkelen. Daarmee kunnen universele schadeherstellers aantonen dat ze ook schades aan nieuwe auto’s kunnen herstellen, ongeacht de complexe materiaalsoorten en elektronica in moderne voertuigen. Dat is in lijn met het ADAS-convenant, dat FOCWA en 41 overheids-, opleidings- en dataorganisaties in juni 2019 ondertekenden. Daarin stelden zij ten doel het veilige gebruik van Advanced Driver Assistance Systems (ADAS) in drie jaar tijd te verhogen met minimaal twintig procent.

## Overige initiatieven
Ieder jaar organiseert FOCWA Schadeherstel een groot congres voor leden en stakeholders uit de schadeherstelbranche.  Op het congres gaan zij het gesprek aan over ondernemerschap, ontwikkelingen in de markt en het vakmanschap van schadeherstel.
Op 19 juni 2019 startte FOCWA samen met brancheorganisaties VACO en Stiba het Young Automotive Management-programma. Daarmee willen de organisaties onder meer thematische netwerkbijeenkomsten en een verdiepende leergang aanbieden aan jonge ondernemers en leidinggevenden in de automotivesector.
Onder al haar aangesloten leden verspreidt FOCWA het FOCWA-magazine. Om de kennis over technologische ontwikkelingen in de schadeherstelsector te versterken brengt FOCWA vanaf juni 2019 eveneens het “FOCWA Kantinejournaal” uit, gericht op werknemers van alle aangesloten bedrijven. Dit is een periodiek verschijnende krant in aanvulling op het FOCWA-magazine, met daarin vooral aandacht voor technische vraagstukken.